# F. R. David
F. R. David, nom artístic d'Elli Robert Fitoussi (Ferryville, Tunísia, 1 de gener de 1947) és un músic francès. conegut sobretot per la seva cançó Words, publicada el 1982.

## Biografia
Elli Robert Fitoussi va néixer i créixer en una família jueva tunisiana instal·lada a la ciutat de Ferryville (actual Menzel Bourguiba) durant l'època en què Tunísia formava part del protectorat francès de Tunísia.

## Trajectòria
Va començar la seva carrera musical a París com a Robert Fitoussi actuan per primera vegada amb la banda francesa de garatge "Les Trèfles". Després d'un primer EP, van passar a anomenar-se "Les Boots", però van aconseguir molt poc èxit comercial. Adoptant el seu nou nom artístic -en el qual les inicials F.R. es va referir a les primeres lletres del nom i cognom real de l'artista, i "David" -del mite de David i Goliat- va iniciar-se en solitari el 1967 i gravant una mica de pop psicodèlic orquestral amb Michel Colombier, inclosa una versió de "Strawberry Fields Forever" ("Il Est Plus Facile") dels Beatles. Va gaudir d'èxits menors amb l'Éric Charden que va escriure "Symphonie" i una versió de "Sir Geoffrey Saved the World" dels Bee Gees, però aquest èxit no va durar gaire. Després va crear "Aztec Records" amb Sonopress & Carrer va començar a treballar amb Michael Haubrich, on van escriure i produir a diversos grups petits.
Durant la dècada de 1970, F.R.David va formar el grup de rock progressiu David Explosion, però el seu únic àlbum no va tenir èxit. Va ser guitarrista de Vangelis a principis de la dècada de 1970. Amb Vangelis, també va aparèixer com a vocalista en alguns dels seus àlbums, la seva veu es pot sentir al senzill "Who" de Vangelis de 1974 sota el nom d'"Odissea". Després, David es va unir a la banda francesa de rock Les Variations, apareixent al seu últim àlbum "Café De Paris" de 1975, que presentava un primer crossover rock-disco "Superman, Superman". Quan la banda es va separar, va tornar a tornar en solitari. Les seves "marques personals" són les ulleres de sol i la seva guitarra, una Fender Stratocaster blanca.
La seva cançó més reconeguda va ser "Words", de la que en va vendre vuit milions de còpies a tot el món i va encapçalar diverses llistes musicals d'Europa a finals de 1982. La cançó va assolir el número 2 a la llista de singles del Regne Unit a la primavera de 1983, superant una versió rival dels creadors d'èxits dels anys 60 "The Tremeloes", i es va convertir en el 22è senzill més venut al Regne Unit durant el 1983. I arribant al número 1 a diversos països com Alemanya, Àustria, Bèlgica, Dinamarca, Espanya, Irlanda, Itàlia, Noruega, Suècia i Suïssa. La cançó també apareix a la pel·lícula "Digue'm pel teu nom", finalista en l'apartat de millor pel·lícula de 2017 del Festival de Toronto.
Durant la dècada de 1990, F.R. David es va centrar a escriure i compondre per a altres artistes coneguts. Va publicar l'àlbum, "Words – '99 Version" l'any 2000 que conté majoritàriament covers. L'any 2006 va publicar l'àlbum "The Wheel", la llista de cançons del qual començava i acabava amb dos nous remix de la cançó "Words".
F. R. David era amic de Ray Charles. Es van conèixer a través de Jean-Pierre Grosz, que es va convertir en el gerent de l'estrella nord-americana a partir de 1978.

## Discografia

### Àlbums
- 1971. Cockpit amb el grup Cockpit
- 1975. Café de Paris amb el grup Les Variations
- 1978. Close, But No Guitar, amb el grup King Of Hearts
- 1982. Words
- 1984. Long Distance Flight
- 1987. Reflections
- 1988. Voices Of The Blue Planet
- 1999. Words – ' 99 Version
- 2007. The Wheel
- 2009. Numbers
- 2013. Midnight Drive

### EP
- 1965. Sont ils innocent? amb el grup Les Trèfles
- 1966. Laissez briller le soleil/Trop tard/Le cerf-volant/Demain amb el grup Les Boots
- 1966. Les gens sont méchants/Ali Baba/Vingt ans/Twen amb el grup Les Boots

### Singles
- 1971. Fifi"/"Father Machine amb el grup Cockpit
- 1971. Bright Tomorrow/Lena, Lena amb el grup Cockpit
- 1972. Mister Hardy/8 Days and a Wake Up amb el grup Cockpit
- 1982. Words
- 1982. Pick Up The Phone
- 1983. Music
- 1983. I Need You
- 1983. Gotta Get A Move On
- 1983. Play A Little Game
- 1983. Rock Fame
- 1983. Sand Dunes
- 1984. Dream Away
- 1986. Sahara Night
- 1987. Don't Go
- 1991. Words '91
- 1992. I'll Try To Love Again
- 2018. Your Love Shines
- 2018. Paris Is Her Home
- 2022. Time Is Not Mine
- 2024. A Love So Beautiful

### Recopilacions
- 1991. Greatest Hits
- 2000. Best of F.R. David